# Thecodiplosis brachyntera
Thecodiplosis brachyntera är en tvåvingeart som först beskrevs av Schwagrichen 1835.  Thecodiplosis brachyntera ingår i släktet Thecodiplosis och familjen gallmyggor. Inga underarter finns listade i Catalogue of Life.